# Marylène Negro
 (juin 2025).
La mise en forme du texte ne suit pas les recommandations de Wikipédia : il faut le « wikifier ».
Les points d'amélioration suivants sont les cas les plus fréquents. Le détail des points à revoir est peut-être précisé sur la page de discussion.
- Les titres sont pré-formatés par le logiciel. Ils ne sont ni en capitales, ni en gras.
- Le texte ne doit pas être écrit en capitales (les noms de famille non plus), ni en gras, ni en italique, ni en « petit »…
- Le gras n'est utilisé que pour surligner le titre de l'article dans l'introduction, une seule fois.
- L'italique est rarement utilisé : mots en langue étrangère, titres d'œuvres, noms de bateaux, etc.
- Les citations ne sont pas en italique mais en corps de texte normal. Elles sont entourées par des guillemets français : « et ».
- Les listes à puces sont à éviter, des paragraphes rédigés étant largement préférés. Les tableaux sont à réserver à la présentation de données structurées (résultats, etc.).
- Les appels de note de bas de page (petits chiffres en exposant, introduits par l'outil «  Source ») sont à placer entre la fin de phrase et le point final[comme ça].
- Les liens internes (vers d'autres articles de Wikipédia) sont à choisir avec parcimonie. Créez des liens vers des articles approfondissant le sujet. Les termes génériques sans rapport avec le sujet sont à éviter, ainsi que les répétitions de liens vers un même terme.
- Les liens externes sont à placer uniquement dans une section « Liens externes », à la fin de l'article. Ces liens sont à choisir avec parcimonie suivant les règles définies. Si un lien sert de source à l'article, son insertion dans le texte est à faire par les notes de bas de page.
- La présentation des références doit suivre les conventions bibliographiques. Il est recommandé d'utiliser les modèles {{Ouvrage}}, {{Chapitre}}, {{Article}}, {{Lien web}} et/ou {{Bibliographie}}. Le mode d'édition visuel peut mettre en forme automatiquement les références.
- Insérer une infobox (cadre d'informations à droite) n'est pas obligatoire pour parachever la mise en page.

Pour une aide détaillée, merci de consulter Aide:Wikification.
Si vous pensez que ces points ont été résolus, vous pouvez retirer ce bandeau et améliorer la mise en forme d'un autre article.
 (février 2023).
Si vous disposez d'ouvrages ou d'articles de référence ou si vous connaissez des sites web de qualité traitant du thème abordé ici, merci de compléter l'article en donnant les références utiles à sa vérifiabilité et en les liant à la section « Notes et références ».
Marylène Negro (née en 1957) est une artiste plasticienne et cinéaste française. Elle vit à Paris.

## Biographie
Marylène Negro est née en 1957 à La Tronche. Elle suit une formation à l'École des Beaux-Arts de Grenoble dont elle sort diplômée en 1987. Elle est remarquée dans les années 1990 par plusieurs installations : sa participation à l’exposition collective Art et Publicité organisée par Jean-Hubert Martin au Centre Pompidou en 1990 avec Mutation, 5000 diapositives éparpillées sur une grande table lumineuse, ses tee-shirts I love Art, ses procédés d'interpellation (Donnez-moi une photo de vous, Dites-moi quelque chose, etc..), ses vidéos Ni vu-ni connu, où les gens sont invités à s'exprimer librement devant la caméra, son message Viens avec un numéro de portable sur les billets d'entrée au musée, etc,,...
Son travail artistique se déplace ensuite vers la photographie, jouant toujours d'une quête de l'autre, ou d'un désir de s'insérer dans la peau de l'autre. Une série intitulée Dehors présentée en 2003 consiste par exemple en une succession d'images prises derrière l'épaule de touristes en train de prendre sur leur téléphone portable une photo. Elle a également monté en fondu enchaîné 168 visages de mannequins. Depuis les années 2010, son travail se développe principalement par la vidéo et le cinéma.

## Enseignement
Marylène Negro a encadré plusieurs workshops vidéo en Inde avec le Bharati Vidyapeeth College of Architecture de Navi Mumbai et l'Aayojan school of architecture de Jaipur pour la réalisation de quatre films collectifs qui ont impliqué des étudiants du BVCOA. L'un d'entre eux, Hampi, my land of ruins a reçu le premier prix du 2A City Architecture Movie Awards (2ACAMA) 2020 dans la catégorie du documentaire.

## Réception critique
- « Lorsqu’on demande à Marylène Negro de quelle manière il convient de qualifier son travail artistique – est-elle photographe ? vidéaste ? cinéaste ? elle qui fait des images son matériau premier, artiste plasticienne encore, comme on le lit çà et là –, elle aime à répondre, sans forfanterie : « J’écris des images ». » Olivier Schefer, "Marylène Negro, d'un voyage immobile dans le temps des images", L’image sans l’homme, Les Carnets du BAL no 9, 2021.
- « Souvent les œuvres de Marylène Negro engagent un face-à-face, soit de deux solitudes, soit de deux créatures si différentes que rien ne peut attester une relation autre que leur coprésence physique. Plus souvent encore, face au regard se trouve une représentation, sonore ou visuelle, que le film contemple non pour la comprendre mais pour l’illimiter jusqu’à un doux vertige. Chez Marylène Negro, l’image constitue une aire d’intercession qui désamorce la potentielle violence d’une rencontre et ne conserve que les qualités d’attention, d’élan, de bienveillance préalables à un échange possible. L’image autorise l’appréhension sans préhension. » Nicole Brenez, "A Picure of You", Sept mondes, Analogues, 2011, p. 21.
- « L’immense champ de temporalités qui s’ouvre entre le caractère fixe de la photographie et le jeu d’ombres mouvantes du cinéma constitue en propre le terrain d’expérience de Marylène Negro. Le plus souvent, c’est la nature, c’est le spectacle de ce qui est, de ce qui se déploie dans le devenir, qui lui fournit des motifs : ils se distinguent les uns des autres non seulement par la singularité de ce qu’ils montrent (tel animal ou tel paysage) mais aussi par la temporalité qu’ils libèrent. » Jean-Christophe Bailly, "Les Biches", Sept mondes, Analogues, 2011, p. 33.
- « Interpeller l’autre et creuser sa place comme un vide, c’est bien entendu faire jouer l’ambivalence de l’altérité, le lien profond, inscrit dans la langue elle-même, entre l’hostilité et l’hospitalité : non que l’hôte soit simplement ambivalent, ami ou ennemi, mais parce qu’accueillir l’autre comme altérité pure suppose une hostilité fondamentale vis-à-vis du « soi » ou du « je » qu’il pourrait être tenté de devenir. […] Que personne ne trouve sa place pour être sûr d’être partout, telle est finalement la règle la plus rigoureuse de l’hospitalité.» Jehanne Dautrey, "C’est vous", Sept mondes, Analogues, 2011, p. 71.
- « À nous mettre constamment mille images sous les yeux, qui, lorsqu’elles sont publicitaires notamment, préjugent de ce que nous pouvons et devons être, notre environnement quotidien nous empêche, littéralement, de lever le regard, ce qui est aussi une manière de nous aveugler. Là contre, l’œuvre lente et patiente de Marylène Negro nous rappelle que, pour regarder en vérité, nous devons commencer par nous retrouver nous mêmes, et qu’une image seule peut y aider. » Rodolphe Olcèse, "Le temps d’une image", Bref magazine 92 mai-juin 2010, gros plan p22.
- « C’est dans Art & Publicité, l’exposition que Jean-Hubert Martin organisa en 1990 au Centre Pompidou, qu’on découvrit le travail de Marylène Negro. […] Tout ce que Marylène Negro va produire dans la décennie suivante et jusqu’à ce jour, s’inscrit peu ou prou dans ce double mouvement de minoration de l’espace public et d’hypertrophie du moindre événement de la sphère privée : publier l’intime et doter le dehors commun d’une spécificité telle que tout rapport à lui tend à la familiarité privative. » Jean-Marc Huitorel, "Marylène Negro : I love art", Art Press, avril 2002.

## Expositions personnelles (sélection)
- 1997 : Ni vu - ni connu, Les Passeurs, Le Confort Moderne (commissaire : D. Truco), Poitiers[5].
- 1998 : I love art (commissaire : D. Marchès), Centre d’Art Contemporain, Vassivière.
- 2001 : Eux/Them, Galerie Jennifer Flay, Paris[6].
- 2004 : Et toi, École Nationale Supérieure des Beaux Arts (commissaire : S. Zavatta), Le Mans[7].
- 2004 : Viens, Musée d’Art Moderne et Contemporain (commissaire : F. Hergott) Strasbourg[8],[2].
- 2004 : Rentrer dehors, Trafic, Frac     Haute-Normandie (commissaire : M. Donnadieu), Sotteville-lès-Rouen.
- 2004 : Io, Frac des pays de la Loire (commissaire : J-M. Huitorel), Carquefoux[9].
- 2005 : Steve & Alex (commissaire : J.-M. Huitorel), Passerelle, Brest.
- 2006 : Seeland, Galerie Martine Aboucaya, Paris.
- 2008 : Écrire dit-elle, Galerie Martine Aboucaya, Paris[10],[11],[12].
- 2016 : Noyale, L’Art dans les chapelles, 25è édition (directeur artistique : K. Ghaddab), Chapelle Sainte-Noyale, Pontivy.

## Projections séances monographiques (sélection)
- 2008 : Séance monographique, "Paradise Now! Essential French Avant-Garde Cinema 1890-2008", (direction artistique : N. Brenez, M. Temple, M. Witt, P. d’Amerval and Mannoni, en association avec la Tate Modern et la Cinémathèque Française), Tate Modern, Londres.
- 2009 : Séance monographique, Cinémathèque Française (direction artistique : N. Brenez), Paris.
- 2009 : Séance monographique, 22es instants vidéo, "Avez-vous vu l’horizon récemment ?" (direction artistique : M. Mercier), La Compagnie, Marseille.
- 2009 : Séance monographique, Experimental 3 @ Cine Nouveau (direction artistique : S. Schmickl), Osaka.
- 2010 : X+, "Anonymes, USA" (direction artistique : N. Brenez, P. Cassagnau), Cinéma des Cinéastes - le BAL hors les murs, Paris.
- 2010 : L’Homme Atlantique, "Marguerite Duras, en effet" (directeur artistique : J. Evrard), Ciné 104, Pantin.
- 2011 : Focus Marylène Negro, Festival Côté Court (direction artistique : J. Evrard), Pantin.
- 2011 : X+,  "I.I.F (Intempestif /Indépendant/Fragile)" (directrice artistique : P. Cassagnau), Cinéma le Cratère, Toulouse.
- 2011 : "Séance spéciale Marylène Negro" (sur une invitation de S. Zavatta), Cinéma Petit Kursaal, Besançon.
- 2012 : Daymondes, TAP Cinéma (directrice artistique : D. Truco), Poitiers.
- 2012 : X+, "Internationalist Cinema for Today" (directrice artistique : N. Brenez), Anthology Film Archives, New York.
- 2014 : X+ et Matteo, "Séminaire mensuel Cinéma / Parole" (directeur artistique : R. Olcèse), Collège des Bernardins, Paris.
- 2017 : Limenland, Silencio (sur une invitation de L. Herbert-Arnaud), Paris.
- 2019 : 3 visages en somme, Cinémathèque de Saint-Étienne (sur une invitation de R. Olcèse), Saint-Étienne.
- 2020 : 3 visages en somme, Cinéma Le Mélies (programmation : R. Olcèse), Saint-Etienne.
- 2020 : 3 visages en somme, "L’art et les formes de la nature" (direction artistique : R. Olcèse, V. Deville, J. Alexandre), Collège des Bernardins, Paris.

## Œuvres cinématographiques (sélection)
- 2005 : Seeland (court métrage)
- 2006 : Une nuit (court métrage)
- 2006 : Raid (court métrage)
- 2006 : Elding (court métrage)
- 2006 : Les Biches (court métrage)
- 2007 : Weg (court métrage)
- 2007 : Seek (court métragee)
- 2007 : Message (court métrage)
- 2007 : Longue vue (court métrage)
- 2007 : Pa (court métrage)
- 2007 : Ich Sterbe (court métrage)
- 2008 : Candle in the Wind (court métrage)
- 2008 : Mabel (court métrage)
- 2008 : L'Homme Atlantique (court métrage)
- 2008 : Muriel (court métrage)
- 2008 : Après (court métrage)
- 2009 : Moss (court métrage)
- 2009 : A Whiter Shade (court métrage)
- 2009 : C'est vous (court métrage)
- 2009 : Vénus (court métrage)
- 2009 : Répons (court métrage)
- 2010 : Eclisse (court métrage)
- 2010 : X+ (long métrage)
- 2010 : Dark Continent (court métrage)
- 2010 : Bonne aventure (court métrage)
- 2011 : Slettabol (court métrage)
- 2012 : Daymondes (court métrage)
- 2013 : Highlands (court métrage)
- 2013 : Majeur et vacciné (court métrage)
- 2014 : You I Tourneur (court métrage)
- 2014 : Matteo (court métrage)
- 2015 : Koma (durée sans fin)
- 2015 : Limenland (court métrage)
- 2016 : KeraMilnadu (court métrage)
- 2016 : Hand-Pick (court métrage)
- 2016 : Noyale (court métrage)
- 2017 : Ganga (court métrage)
- 2017 : Stone (court métrage)
- 2017 : Rénovation (court métrage)
- 2017 : Double portrait (court métrage)
- 2018 : Le Client (court métrage)
- 2018 : Pass (court métrage)
- 2019 : Faites des gosses (court métrage)
- 2019 : 3 visages en somme (court métrage)
- 2021 : L'Enfance qui nous revient a l'éclat d'une étoile (court métrage)
- 2021 : Present (court métrage)
- 2022 : Post (court métrage)
- 2023 : Moi, Isabelle Huppert (court métragee)
- 2023 : Hot Heat (court métrage)
- 2024 : Grand incendie (court métrage)
- 2025 : Histoire naturelle (court métrage)

## Commandes publiques
- 2013 : Roulez jeunesse, 1% artistique, Collège Anita Conti, Saint-Nazaire.
- 2010 : 4 pas de danse, 1% artistique, École Joséphine Baker, La Courneuve.
- 2004 : Girouettes, 1% artistique, La Rochelle.

## Collections publiques
- 1991 : Mutation, CNAP - Centre National des Arts Plastiques, Paris.
- 1991 : Éphémérides astronomiques, Frac Corse, Corte.
- 1993 : Un peu, beaucoup, passionnément, à la folie, pas du tout, Frac Rhône-Alpes, Villeurbanne.
- 1996 : In/Out, Frac des Pays de la Loire, Carquefou.
- 1996 : Très peur, assez peur, pas très peur, pas peur du tout, CNAP - Centre National des Arts Plastiques, Paris.
- 1997 : Les Passeurs, Frac Limousin, Limoges.
- 1997 : Les Artistes au travail, Frac Languedoc-Roussillon, Montpellier.
- 1998 : Les Passeurs, Centre d’Art Contemporain de Vassivière en Limousin, île de Vassivière.
- 1999 : Girafes, Frac Bourgogne, Dijon.
- 1999 : Calling, Flashing, Listening, Sending, Viewing, Watching, Zapping, CNAP, Centre National des Arts Plastiques, Paris.
- 1999 : Pratiques, Frac Haute-Normandie, Sotteville-lès-Rouen.
- 2002 : Eux/Them, FNAC, Centre National des Arts Plastiques, Paris.
- 2003 : S'en sortir sans sortir, Frac Bourgogne, Dijon.
- 2003 : Eux/Them, Frac Languedoc-Roussillon, Montpellier.
- 2004 : Éphémérides astronomiques, version 2, Frac Corse, Corte.
- 2005 : Dehors, CNAP, Centre National des Arts Plastiques, Paris.
- 2006 : Ici et Seeland, Mac Val, Musée d’Art Contemporain Val-de-Marne/Vitry.
- 2006 : La Corse inoubliable, FRAC Corse, Corte.
- 2007 : Weg, Frac Franche-Comté, Besançon.
- 2007 : Les Biches, Fonds départemental d'art contemporain de l'Essonne, Chamarande.
- 2012 : Ravalement, Fonds Municipal d’Art Contemporain, Paris.
- 2013 : La Sirène, Frac Franche-Comté, Besançon.
- 2014 : Highlands, Conseil Général de l’Essonne.
- 2018 : Limenland, Frac Normandie, Caen.
- 2022 : L'Enfance qui nous revient a l'éclat d'une étoile, CNAP, Centre National des Arts Plastiques, Paris.